# Andrzej Zgutczyński
Andrzej Zgutczyński (ur. 1 stycznia 1958 w Ełku) – polski piłkarz, napastnik, wychowanek Mazura Ełk.
W połowie lat 70. był napastnikiem Mazura Ełk. Następnie przeszedł do II-ligowego Bałtyku Gdynia, z którym po kilku latach awansował do I ligi. Występował także w Górniku Zabrze, zdobywając z nim mistrzostwo Polski w latach 1985 i 1986, a indywidualnie w 1986 tytuł króla strzelców ekstraklasy. Grał w reprezentacji Polski seniorów, w tym także w finałach mistrzostw świata w 1986 r. Po mistrzostwach świata grał we francuskim klubie AJ Auxerre (1986/88 31-1).
Od sezonu 1998/99 do 2000/01 występował w Raduni Stężyca zdobywając z nią w 2000 r. awans do IV ligi. W roku 2001 został szkoleniowcem tej drużyny, którą prowadził przez rok.
Łącznie w I lidze zaliczył 152 występy, w których strzelił 49 goli.
Brat Dariusza Zgutczyńskiego, także piłkarza Mazura Ełk oraz Bałtyku Gdynia.

## Reprezentacja Polski
| l.p. | Data            | Miejsce   | Przeciwnik | Rezultat | Rozgrywki  | Grał   | Uwagi |
| ---- | --------------- | --------- | ---------- | -------- | ---------- | ------ | ----- |
| 1.   | 8 grudnia 1985  | Tunis     | Tunezja    | 0-1      | towarzyski | do 46' |       |
| 2.   | 11 grudnia 1985 | Adana     | Turcja     | 1-1      | towarzyski | od 46' |       |
| 3.   | 26 marca 1986   | Kadyks    | Hiszpania  | 0-3      | towarzyski | do 65' |       |
| 4.   | 16 maja 1986    | Kopenhaga | Dania      | 0-1      | towarzyski | od 67' |       |
| 5.   | 7 czerwca 1986  | Monterrey | Portugalia | 1-0      | MŚ 1986    | od 75' |       |